# Gahnita
La gahnita es un mineral óxido de fórmula ZnAl2O4. Fue descrita por primera vez en 1807 para su presencia en la mina Falun, en la ciudad de Falun (Dalarna, Suecia), recibiendo su nombre en honor al químico sueco Johan Gottlieb Gahn (1745–1818), descubridor del elemento manganeso.
Este nombre sustituyó al de automalita o automolita, asignado previamente por Anders Gustav Ekeberg.

## Propiedades
De color verde azulado, verde grisáceo o negro verdoso, la gahnita es un mineral de subtransparente a opaco, con brillo vítreo.
Es extremadamente duro, siendo su dureza 8 en la escala de Mohs, similar a la del topacio. Tiene una densidad entre 4 y 4,6 g/cm³.
Es infusible a la llama y se disuelve con dificultad en ácido sulfúrico caliente.
La gahnita cristaliza en el sistema cúbico, clase hexaoctaédrica.
Pertenece al grupo de la espinela, formando una serie con este mineral (en función de las distintas proporciones Zn:Mg) y otra con la hercynita (Fe2+Al2O4). Por ello, la gahnita es también conocida como espinela de zinc.
Por otra parte, la limaíta ([Zn,Sn]Al2O4) es una variedad de este mineral rica en estaño, que se ha encontrado en Portugal. Asimismo, la variedad ferrosa de la gahnita recibe el nombre de kreittonita.

## Morfología y formación

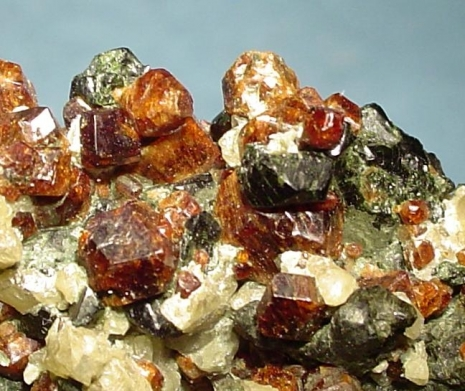
Andradita, gahnita y calcita de Franklin (Nueva Jersey, Estados Unidos)

La gahnita puede formar cristales octaédricos y sólo en raras ocasiones son dodecaédricos.
También puede adoptar hábitos masivos o granulares; es la textura habitual encontrada en granitos y otras rocas ígneas.
Es un mineral accesorio de granitos y pegmatitas graníticas, encontrándose también en rocas metamórficas y en depósitos de sulfuros sometidos a metamorfismo.
Asimismo aparece en diasporitas, originado por metamorfismo poco intenso en bauxitas.
Puede ser también un mineral detrítico en placeres.
Aparece asociado a minerales como rodonita, franklinita, calcita, andradita y willemita.

## Yacimientos
Existen muchos depósitos, pero casi todos con cristales pequeños. La gahnita es abundante en Falun (Suecia), en una mina de cobre y oro donde está situada la localidad tipo. En este mismo país, existen depósitos en Hedemora, Säter, Finspång y Fröderyd.
Otras localizaciones de este mineral están en la mina Silberberg, próxima a Bodenmais (Baviera, Alemania), así como en Tiriolo, cerca de Catanzaro (Calabria, Italia). En Estados Unidos, existen cristales grandes en Ogdensburg y Franklin (Nueva Jersey). En Ontario (Canadá), existe gahnita en los distritos de Kenora y de Thunder Bay.
En España se encuentra en varios yacimientos. El más conocido es la mina Victoria, a 2 km al SE de Bosost (Lérida), en el que aparece como cristales octaédricos de color azul oscuro o azul verdoso, de un tamaño de hasta 1 cm, y como masas compactas, asociadas a esfalerita. También se ha encontrado como pequeños cristales de color azul, a veces muy oscuro, casi negro, en la cantera de feldespato Santa María, en la Loma del Zorro (Gondomar, Pontevedra).